# Aéroport d'Albury
L’aéroport d'Albury (en anglais: Albury Airport) (code IATA : ABX • code OACI : YMAY) est un aéroport régional situé à Albury, ville de Nouvelle-Galles du Sud en Australie. Il dessert la ville de Wodonga, dans l’État de Victoria.

## Compagnies et destinations
- Brindabella Airlines (Canberra)
- QantasLink (Sydney)
- Regional Express (Sydney, Melbourne)
- Virgin Blue (Sydney)